# نظام جدید

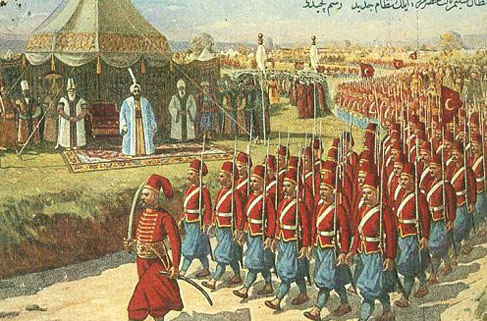
طرح‌نگاره‌ای خیالی از رژهٔ سربازان ارتش نظام جدید

نظام جدید (ترکی: Niam i Cedid) مجموعه‌ای از اصلاحات انجام‌شده توسط سلطان سلیم سوم عثمانی در اواخر سدهٔ هجدهم و اوایل سدهٔ نوزدهم میلادی بود که به دنبال دستیابی به قدرت نظامی و سیاسیِ هم‌تراز با قدرت‌های غربی بود. سازمان نظام جدید توسط سلیم سوم و ائتلافی از اصلاح‌طلبان راه‌اندازی شد. هدف اصلی آن، ایجاد ارتشی حرفه‌ای در ردهٔ اروپا و یک مجموعه نیرو برای تأمین مالی هزینه‌های نظامی و دیگر اصلاحات اجرایی بود. به‌طور کلی گفته می‌شود که عمر نظام جدید از سال ۱۷۸۹ تا ۱۸۰۷ م به طول انجامید و با عزل سلیم سوم توسط کودتای ینی‌چری پایان یافت در حالی که اصطلاح نظام جدید در نهایت به تمام اصلاحات سلیم سوم گفته شد، این نام در دورهٔ معاصر برای اشاره به نوآوری مرکزی اصلاحات یعنی ارتش نظام جدید استفاده شد. با این که این ارتش در زمان خود تا حد زیادی شکست‌خورده بود اما گامی مهم در مراحل تلاش‌های عثمانی برای اصلاحات در دورهٔ مدرن است. تمایل سلیم سوم به ارتش، نیازمند تغییرات وسیع در بروکراسی و ساختار امپراتوری عثمانی و بازسازی بنیادی سیاست‌های معاصر عثمانی بود. استنفورد شاو می‌نویسد، نظام جدید نشان‌دهندهٔ تغییری عمیق در تفکر عثمانی در مورد چگونگی مقابله با غرب است. اصلاحات نظام جدید بر این ایده قرار گرفت که ایده‌ها و فرایندهای غربی برای به‌دست‌آوردن اعتبار جهانی عثمانی مورد استفاده قرار گیرد.